# Cordia alba
Cordia alba, llamado uvita o tigüilote, es un árbol caducifolio del género Cordia en la familia Boraginaceae. La especie es nativa de América Central.  Se le da uso como fuente de alimento, y debido a la calidad de su madera puede ser posible la fabricación de muchos objetos. Tiene presencia en América Central y algunos países de sudamericanos, especialmente en terrenos secos o recientemente inundados. Es muy popular en la ciudad de Barranquilla, Colombia.

## Descripción
Cordia alba es un árbol pequeño que crece entre un rango de 2 a 10 metros de altura. Principalmente se caracteriza por tener el tronco corto, frecuentemente torcido y una copa muy ramificada. Su corteza es gris o pardo grisácea, muy fisurada. Y sus hojas son simples y alternas, las cuales pueden tener 3 hasta 13,5 cm de largo y 2 hasta 7 cm de ancho, también son elípticas a elíptico-ovadas o redondeadas, ápice agudo o redondeado. 
La flor es amarilla y a veces blanca, es muy vistosa. Tienen la capacidad de producir néctar y son ponilizadas por muchas especies de insectos. El fruto es ovoide, tiene de un 1 a 1,5 cm de longitud y 0,6 cm de diámetro, es blanco y casi transparente cuando se encuentra maduro. Sirve como alimento para muchas aves, murciélagos e iguanas, debido a su pulpa que es jugosa y dulce.

### Madera
La madera es de color anaranjado, densidad mediana a alta (0.47-0.7) y buena durabilidad. Quema rápidamente con mucho humo y raja difícilmente. El secado es de velocidad mediana (4 semanas) y es aceptable para trabajar.

## Distribución
Se encuentra distribuido en zonas secas de México, El Salvador; Nicaragua  hasta Panamá; Antillas, Colombia y Venezuela. Su hábitat frecuenta ser en bosques semicaduco de bajura. Tradicionalmente son plantados en cercas vivas en diferentes zonas de su distribución natural. Suelen encontrarse en charrales, en las orillas de caminos y carreteras; también en manglares o en terrenos temporalmente inundados.

## Usos
Su uso es aplicado mayormente en el oficio de la carpintería, siendo usada su madera para la creación de postes y leña. También para la fabricación de culatas para escopetas, mangos para herramientas, trojas, baranda/tapesco de carretas, vigas y otros objetos más. En algunos pueblos es usado como forraje. Las hojas de esta planta se usan como medicina casera y las flores como remedio para la tos y como un sudorífico. Muchos de sus frutos son usados como alimento, otros se les da el uso como pegamento debido a su mucílago.

## Taxonomía
Cordia alba fue descrita por (Jacq.) Roem. & Schult.  y publicado en Systema Vegetabilium 4: 466–467. 1819.
Etimología
Cordia: nombre genérico otorgado en honor del botánico alemán Valerius Cordus (1515-1544).
alba: epíteto latino que significa "blanco".
Sinonimia
- Calyptracordia alba (Jacq.) Britton
- Carpiphea dentata (Poir.) Raf.
- Cordia calyptrata Bertero ex Spreng.
- Cordia corylifolia Willd. ex Roem. & Schult.
- Cordia dentata Poir.
- Cordia dentata Vahl
- Cordia leptopoda K.Krause
- Cordia ovata Brandegee
- Gerascanthus albus (Jacq.) Borhidi
- Varronia alba Jacq.
- Varronia calyptrata (Bertero ex Spreng.) DC[4]

## Nombres comunes
En muchos países latinoamericanos y en la región del Caribe posee los siguientes nombres: 
- Ateje blanco, en Cuba[5]
- Chachalaco, en Honduras
- Jiguilote, en Costa Rica
- Jigüilote, en Costar Rica, Honduras y Nicaragua.
- Tigüilote en Nicaragua y Honduras
- Tihuilote, en El Salvador.
- Upay, en Guatemala.
- Uvita, en Costa Rica y Colombia.
- Caujaro, en Colombia y Venezuela.
- Cajuaro o biyuyo, en Panamá
- Karawara, cawara o kohara, en Curazao, Aruba y Bonaire
- Gulabere' en Oaxaca, México
- Gulaber en La Frailesca, Oxaca, México
- Nanguipo (lengua chiapa) en Chiapa de Corzo, Chiapas, México
- Mazú (lengua zoque) en Ocozocoautla de Espinoza, México.